# Larry Ridley
„Larry“ Ridley (* 3. September 1937 in Indianapolis als Laurence Howard Ridley) ist ein US-amerikanischer Jazzbassist und Musikpädagoge.

## Leben und Wirken
Larry Ridley war schon während seiner High-School-Zeit als professioneller Musiker tätig, studierte dann an der Indiana University Jacobs School of Music und an der New York University. Seine Studien schloss er mit dem „Bachelor of Science“ in Musikerziehung, schließlich mit dem Doktortitel an der University of Maryland Eastern Shore ab und war anschließend als (inzwischen emeritierter) Professor für Musik an der Rutgers University tätig. Während seiner Lehrzeit in Rutgers schuf Ridley ein Graduiertenprogramm für den Bereich „Jazz Performance“. Er unterrichtet weiterhin Jazz-Bassspiel an der Manhattan School of Music.
Ridley nahm nur wenige Sessions unter eigenem Namen auf; bekannt wurde er in erster Linie als Sideman in den 1960er Jahren bei Tourneen und Aufnahmen von Musikern wie Wes Montgomery, Hank Mobley, Freddie Hubbard, Slide Hampton, Thelonious Monk, Horace Silver, Dizzy Gillespie, Benny Goodman, Chet Baker, Dinah Washington, Coleman Hawkins, Duke Ellington, Sonny Rollins, Lee Morgan, Gerald Wilson, Clark Terry, Randy Weston und George Weins Newport Jazz Festival All-Stars. In den 1970er Jahren arbeitete er mit Al Cohn, in den 1980er Jahren war er an letzten Aufnahmen von Chet Baker und der Band Dameronia (1989) beteiligt.
Ridley war Vorsitzender des „Jazz Panel“ des National-Endowment-for-the-Arts-Programms (NEA) und war für die Organization nationaler Koordinator des Programms „Jazz Artists in Schools“ von 1978 bis 1982. Er arbeitet als „Jazz Artist in Residence“ in der Harlemer Einrichtung innerhalb der New York Public Library, dem Arthur Schomburg Center for Research in Black Culture. Er richtete eine Reihe ein, dessen Kompositionen von ihm und seinem Jazz Legacy Ensemble aufgeführt werden.

## Diskografie

### Als Leader
- 1975: Sum of the Parts (Strata-East Records)

### Sideman
- Al Cohn: Play It Now! (Xanadu, 1975)
- Dameronia: Live au Theatre Boulogne-Billancourt (1989)
- Red Garland Trio: The Nearness of You  (Prestige, OJC, 1961)
- Dexter Gordon: The Panther (Prestige Records, 1970)
- Stéphane Grappelli/Joe Venuti: Venupelli Blues (Affinity, 1969)
- Roy Haynes: Cracklin’  (OJC, 1963)
- Freddie Hubbard: Blue Spirits (Blue Note), Hub Cap (Blue Note, 1961)
- Jackie McLean; Destination... Out! (Blue Note, 1963)
- Hank Mobley: Dippin’ (Blue Note, 1965)
- Lee Morgan: Cornbread (Blue Note, 1965)
- Horace Silver: The Jody Grind (Blue Note, 1966)